# پارک ملی رادوم
پارک ملی رادوم (به عربی: محمیة الردوم الطبیعیة) یک پارک ملی در سودان است.